# Donkey Kong 64
Donkey Kong 64 — компьютерная игра в жанре трёхмерного платформера, разработанная компанией Rare для игровой приставки Nintendo 64 и изданная корпорацией Nintendo. Игра была выпущена 24 ноября 1999 года в Северной Америке, и 6 декабря 1999 года в Европе. Она является продолжением трилогии Donkey Kong Country на SNES. Действие Donkey Kong 64 разворачивается на острове, где Донки Конг исследует уровни и спасает своих четырёх похищенных друзей от короля К. Рула. Игрок может контролировать всех пятерых Конгов на восьми отдельных мирах. Игра содержит большой игровой мир, а также многопользовательский режим и несколько мини-игр.
Компания Rare, которая ранее разработала трилогию игр Donkey Kong Country, начала разработку трёхмерной игры в серии в 1997 году. Команда из 16 человек, часть из которых перешла из группы, занимавшейся разработкой Banjo-Kazooie, закончила игру в 1999 году, и тогда же она была издана компанией Nintendo. Игра стала первой для приставки Nintendo 64, которая требовала обязательное использование аксессуара Expansion Pak, расширяющего оперативную память приставки. Исключительно большой маркетинговый бюджет игры включал лотереи и рекламный тур по Соединённым Штатам.

## Игровой процесс

Игровой процесс Donkey Kong 64. Игрок управляет Донки Конгом. Действие происходит в самом начале игры. Графический пользовательский интерфейс по умолчанию скрыт.

Donkey Kong 64 является трёхмерным платформером, в которой игрок в роли Донки Конга и его друзей исследует остров и собирает предметы для продвижения по мини-играм и головоломкам. Игра следует традиционной сюжетной линии серии: Король К. Рул и его рептилоидные Кремлинги вторглись на идиллический остров ДК и, похитив друзей Донки Конга, намереваются зарядить своё оружие Blast-O-Matic и уничтожить остров. После прохождения обучающих уровней Донки Конг отправляется на спасение своих друзей и срыв плана К. Рула.
Исследуя игровой мир и решая головоломки, игрок собирает два вида бананов. Первый вид бананов — обычные, которые окрашены в цвет определённого персонажа, доступны для сбора только им, и обмениваются на «банановые медали», которые открывают доступ к боссу мира. Второй вид — золотые бананы, сбор которых необходим для доступа к следующему игровому миру.
Головоломки в игре простые, и в их число входит перестановка предметов, управление переключателями и плитками, а также сопоставление элементов как в игре «Пары». Также есть мини-игры в виде гонок, поездок по шахтам в тележках, и перемещениям по уровням в бочках, стреляющих персонажами. Всего есть пять типов задач, которые при выполнении дают игроку золотой банан в награду. Все уровни соединёны общим миром. В отличие от предыдущих игр серии Donkey Kong, задачи могут выполняться в любом порядке. Игрок может быстро перемещаться между уровнями с помощью специальных варп-панелей, и может менять персонажей в специально отведённых для этого бочках. Игрок также может собирать банановые монеты, которые могут быть потрачены на открытие новых возможностей и оружий, и другие предметы, такие как боеприпасы к оружию и элементы головоломок. Как и в других играх Rare, игрок часто сталкивается с непроходимой ситуацией (например, с неразрушимым объектом или недоступной зоной), и должен в конечном счёте вернуться назад после приобретения новой способности, которая позволяет выйти из тупика.
Похищенные друзья Донки Конга после спасения становятся играбельными персонажами. Каждый из пяти персонажей начинает игру с базовыми способностями и по мере прохождения игры может приобрести у Крэнки Конга дополнительные, уникальные способности, которые необходимы для решения определённых головоломок. Например, Донки Конг может управлять рычагами, Чанки Конг может поднимать камни, Тайни Конг может проползать через отверстия, Дидди Конг может летать, а Ланки Конг может плавать. Каждый из персонажей использует уникальные снаряды и музыкальные инструменты. Например, некоторые двери можно открыть только кокосовыми снарядами Донки Конга, а другие — только гитарой Дидди Конга. Специальных способностей больше, чем функциональных кнопок на контроллере, поэтому для запуска некоторых способностей необходимо использовать комбинации кнопок. Комбинации также вызывают специальные режимы, включая альтернативные ракурсы камеры, снайперский режим и режим снимков, который открывает больше внутриигровых секретов. В игре спрятаны версии оригинальных игр Donkey Kong (1981) и Jetpac (1983), прохождение которых необходимо для полного завершения игры.

## Отзывы и критика
| Сводный рейтинг       | Сводный рейтинг       |
| Агрегатор             | Оценка                |
| --------------------- | --------------------- |
| GameRankings          | 86,73 %               |
| Metacritic            | 90/100                |
| Иноязычные издания    |                       |
| Издание               | Оценка                |
| Edge                  | 8/10                  |
| Famitsu               | 33/40                 |
| GamePro               | 4,8/5                 |
| GameSpot              | 9/10                  |
| IGN                   | 9/10                  |
| Nintendo Life         | N64: 7/10 Wii U: 7/10 |
| Nintendo Power        | 8,6/10                |
| Русскоязычные издания |                       |
| Издание               | Оценка                |
| «Страна игр»          | 8,5/10                |

Donkey Kong 64 получила всеобщее признание от критиков и рецензентов. Средний балл на агрегаторе оценок Metacritic равен 90 баллам из 100 возможных. Игра стала хитом продаж в праздничный сезон 1999 года для игровой приставки Nintendo 64 и главным аргументом Nintendo против конкурента в лице Sega и их новой приставки Dreamcast. Как и другие игры-бестселлеры, Donkey Kong 64 была добавлена в подборку игр «Player’s Choice», где она продолжила хорошо продаваться в течение следующего праздничного сезона. К 2004 году Donkey Kong 64 была продана тиражом более чем в 2.3 миллиона копий. Она выиграла в номинации «Лучший платформер» на выставке E3 1999, и в том же году получила несколько ежегодных наград от Nintendo Power, включая звание «Игры Года». Также данная игра была номинирована на звание «Игры Года» и «Игры Года для игровых приставок» Академией Интерактивных Искусств и Наук в 2000 году на премию Interactive Achievement Awards. GamePro дал ей звание «Выбор редакции». Портал IGN назвал Donkey Kong 64 самой большой и амбициозной игрой для Nintendo 64 на момент ее выхода, но отметил что она очень похожа на Banjo-Kazooie по своему дизайну платформинга и головоломок. Сходства между двумя играми стали частой темой обсуждения в обзорах и рецензиях.